# Livet från den andra sidan
Livet från den andra sidan (orig. Ghost Town) är en amerikansk komedifilm från 2008, regisserad av David Koepp.

## Handling
En tandläkare dör oväntat under en läkarundersökning, men lyckas bli återupplivad. Då visar det sig att han kan se spöken, och alla vill honom något.

## Medverkande
- Ricky Gervais - Bertram Pincus
- Greg Kinnear - Frank Herlihy
- Téa Leoni - Gwen
- Dana Ivey - Marjorie
- Aasif Mandvi - Dr. Prashar